# انتخابات الرئاسة النيجيرية 2011
انتخابات الرئاسة النيجيرية 2011 هي الانتخابات الرئاسية التي جرت في 16 أبريل 2011، لانتخاب رئيس نيجيريا، فاز بالانتخابات غودلاك جوناثان.

## المرشحين
| المرشح         | الحزب | عدد الأصوات |
| -------------- | ----- | ----------- |
| غودلاك جوناثان |       |             |